# Nicolae Robu
Nicolae Robu (Bocsig, 28 maggio 1955) è un politico rumeno, membro del Partito Nazionale Liberale e sindaco di Timișoara dal 2012 al 2020.

## Biografia
Nato a Bocsig, nel distretto di Arad, ha frequentato l'Università Politecnica di Timișoara dal 1975 al 1980, conseguendo un dottorato dalla stessa istituzione nel 1995, nel campo dei sistemi di controllo automatico. Ha lavorato come ingegnere a Timișoara dal 1980 al 1985, prima di diventare ricercatore scientifico presso l'Istituto per la ricerca nell'automazione della stessa città. Nel 1986, ha iniziato a insegnare alla sua alma mater, diventando infine professore nel 1997. È stato assistente rettore dell'università dal 1990 al 2004, ricoprendo la carica di rettore dal 2004 al 2012.
Nel 2008 è stato eletto al Senato della Romania per il distretto di Timiș, dove sedette nella commissione sull'istruzione. Si è dimesso dal suo incarico nel giugno 2012. Quel mese, alle elezioni locali, vinse la gara per essere sindaco di Timișoara concorrendo sulle liste dell'Unione Social-Liberale. Ha preso il 49,8% dei voti, mentre il suo avversario più vicino ha ottenuto il 23,4%. Nel suo partito ha diretto la sezione del distretto di Timiș a partire dal 2009 e dal 2011 ha fatto parte dell'ufficio politico centrale del PNL.
Robu è sposato e ha due figli.